# Ouge
Ouge est une commune française située dans le département de la Haute-Saône, la région culturelle et historique de Franche-Comté et la région administrative Bourgogne-Franche-Comté.

## Géographie

### Localisation
Ouge est un petit village situé en pleine campagne, entre Fayl-la-Forêt et Vitrey-sur-Mance.

### Hydrographie
Le village donne son nom à la rivière Ougeotte, affluent de rive droite de la Saône, qui y prend sa source.

### Climat
Pour des articles plus généraux, voir Climat de la Bourgogne-Franche-Comté et Climat de la Haute-Saône.
En 2010, le climat de la commune est de type climat des marges montargnardes, selon une étude du Centre national de la recherche scientifique s'appuyant sur une série de données couvrant la période 1971-2000. En 2020, Météo-France publie une typologie des climats de la France métropolitaine dans laquelle la commune est exposée à un climat océanique altéré et est dans la région climatique  Lorraine, plateau de Langres, Morvan, caractérisée par un hiver rude (1,5 °C), des vents modérés et des brouillards fréquents en automne et hiver. 
Pour la période 1971-2000, la température annuelle moyenne est de 9,9 °C, avec une amplitude thermique annuelle de 16,9 °C. Le cumul annuel moyen de précipitations est de 973 mm, avec 12,7 jours de précipitations en janvier et 9 jours en juillet. Pour la période 1991-2020, la température moyenne annuelle observée sur la station météorologique de Météo-France la plus proche, « La Quarte », sur la commune de La Quarte à 2 km à vol d'oiseau, est de 10,4 °C et le cumul annuel moyen de précipitations est de 1 026,0 mm. 
La température maximale relevée sur cette station est de 39 °C, atteinte le 25 juillet 2019 ; la température minimale est de −18 °C, atteinte le 20 décembre 2009,,. 
Les paramètres climatiques de la commune ont été estimés pour le milieu du siècle (2041-2070) selon différents scénarios d'émission de gaz à effet de serre à partir des nouvelles projections climatiques de référence DRIAS-2020. Ils sont consultables sur un site dédié publié par Météo-France en novembre 2022.

## Urbanisme

### Typologie
Au 1er janvier 2024, Ouge est catégorisée commune rurale à habitat très dispersé, selon la nouvelle grille communale de densité à sept niveaux définie par l'Insee en 2022.
Elle est située hors unité urbaine et hors attraction des villes,.

### Occupation des sols
L'occupation des sols de la commune, telle qu'elle ressort de la base de données européenne d’occupation biophysique des sols Corine Land Cover (CLC), est marquée par l'importance des territoires agricoles (57 % en 2018), une proportion identique à celle de 1990 (57 %). La répartition détaillée en 2018 est la suivante : 
prairies (46,9 %), forêts (41,2 %), zones agricoles hétérogènes (5,5 %), terres arables (4,6 %), zones urbanisées (1,9 %). L'évolution de l’occupation des sols de la commune et de ses infrastructures peut être observée sur les différentes représentations cartographiques du territoire : la carte de Cassini (XVIIIe siècle), la carte d'état-major (1820-1866) et les cartes ou photos aériennes de l'IGN pour la période actuelle (1950 à aujourd'hui).

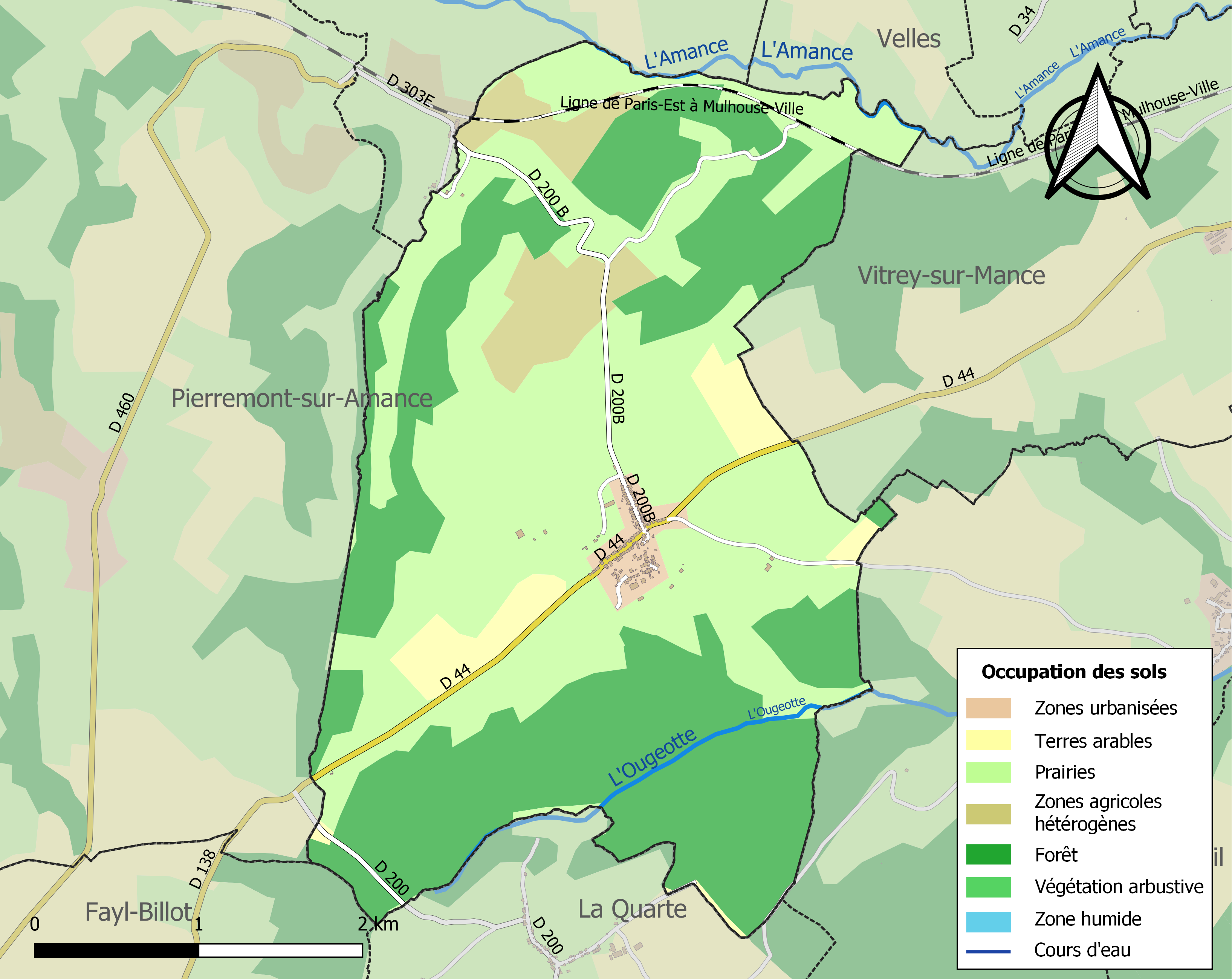
Carte des infrastructures et de l'occupation des sols de la commune en 2018 (CLC).

## Histoire
Ouge aurait été au Xe siècle une possession de l'abbaye Saint-Pierre et Saint-Paul de Luxeuil. Par la suite, le village fit partie de la terre et baronnie de Chauvirey, tout en ayant sa propre seigneurie, du XVIe siècle à la Révolution, fondé par la famille de Thon, qui venait du Barrois (Vosges actuelles).
Totalement détruit en 1636, le village resta désert pendant sept ans. Il fut peu à peu reconstruit et habité par des paysans, vignerons, artisans.
Le village fut occupé en 1814 et 1815, en 1870 et pendant la deuxième guerre mondiale.

## Politique et administration

### Rattachements administratifs et électoraux
La commune fait partie de l'arrondissement de Vesoul du département de la Haute-Saône, en région Bourgogne-Franche-Comté. Pour l'élection des députés, elle dépend de la première circonscription de la Haute-Saône.
Ouge faisait partie depuis 1801du canton de Vitrey-sur-Mance. Dans le cadre du redécoupage cantonal de 2014 en France, la commune fait désormais partie du canton de Jussey.

### Intercommunalité
La commune faisait partie de la communauté de communes du pays Vannier, créée en 1996 et qui s'étendait sur les départements de la haute-Marne et de la Haute-Saône, et qui regroupait environ 3 000 habitants.
L'article 35 de la loi n° 2010-1563 du 16 décembre 2010 « de réforme des collectivités territoriales » prévoyant d'achever et de rationaliser le dispositif intercommunal en France, et notamment d'intégrer la quasi-totalité des communes françaises dans des EPCI à fiscalité propre, dont la population soit normalement supérieure à 5 000 habitants : 

- la communauté de communes du pays Vannier (Haute-Marne et Haute-Saône) ; 

- la communauté de communes du pays d'Amance (Haute-Marne) ;

- la communauté de communes du canton de Laferté-sur-Amance (Haute-Marne) ;

ont fusionné le 1er janvier 2013 pour former la communauté de communes Vannier Amance, dont la commune d’Ouge a alors fait partie.
Cette dernière intercommunalité a ensuite fusionné, au 1er janvier 2017, avec la communauté de communes de la région de Bourbonne-les-Bains et la communauté de communes du Pays de Chalindrey pour former la communauté de communes des Savoir-Faire, dont la commune d’Ouge fait désormais partie.

### Liste des maires
| Période   | Période                     | Identité       | Étiquette | Qualité |
| --------- | --------------------------- | -------------- | --------- | ------- |
| mars 2001 | mars 2014                   | Michel Chamoin | SE        |         |
| mars 2014 | En cours (au 10 avril 2014) | Agnès Cocagne  | SE        |         |

## Population et société

### Démographie
En 2022, la commune d’Ouge comptait 108 habitants. À partir du XXIe siècle, les recensements réels des communes de moins de 10 000 habitants ont lieu tous les cinq ans. Les autres « recensements » sont des estimations.
| 1793 | 1800 | 1806 | 1821 | 1831 | 1836 | 1841 | 1846 | 1851 |
| ---- | ---- | ---- | ---- | ---- | ---- | ---- | ---- | ---- |
| 783  | 725  | 648  | 773  | 809  | 784  | 801  | 739  | 737  |

| 1856 | 1861 | 1866 | 1872 | 1876 | 1881 | 1886 | 1891 | 1896 |
| ---- | ---- | ---- | ---- | ---- | ---- | ---- | ---- | ---- |
| 645  | 678  | 664  | 614  | 595  | 572  | 580  | 548  | 527  |

| 1901 | 1906 | 1911 | 1921 | 1926 | 1931 | 1936 | 1946 | 1954 |
| ---- | ---- | ---- | ---- | ---- | ---- | ---- | ---- | ---- |
| 522  | 467  | 469  | 387  | 216  | 344  | 335  | 316  | 269  |

| 1962 | 1968 | 1975 | 1982 | 1990 | 1999 | 2005 | 2006 | 2010 |
| ---- | ---- | ---- | ---- | ---- | ---- | ---- | ---- | ---- |
| 250  | 210  | 180  | 181  | 153  | 142  | 122  | 120  | 122  |

| 2015 | 2020 | 2022 | - | - | - | - | - | - |
| ---- | ---- | ---- | - | - | - | - | - | - |
| 107  | 111  | 108  | - | - | - | - | - | - |

### Manifestations culturelles et festivités
La fête patronale a lieu, tous les ans, le premier dimanche après le 16 juillet (Notre Dame du Mont Carmel).

## Économie
- En 1900, un artisan y fabriquait des meules et grès à aiguiser et à émoudre.
- Il y a eu une coopérative laitière pendant de nombreuses années, on en voit encore la façade. Il en est de même pour l'un des anciens cafés qui faisait également office d'épicerie-bureau de tabac.
- Il y a peu de personnes habitant au village toute l'année (voir tableau ci-dessus). Mais dès l'été, les maisons faisant office de résidences secondaires se remplissent. Beaucoup de maisons ont été entièrement restaurées par des étrangers. On compterait (chiffre incertain compte tenu de l'évolution) 6 familles hollandaises et 2 familles allemandes.

## Culture locale et patrimoine

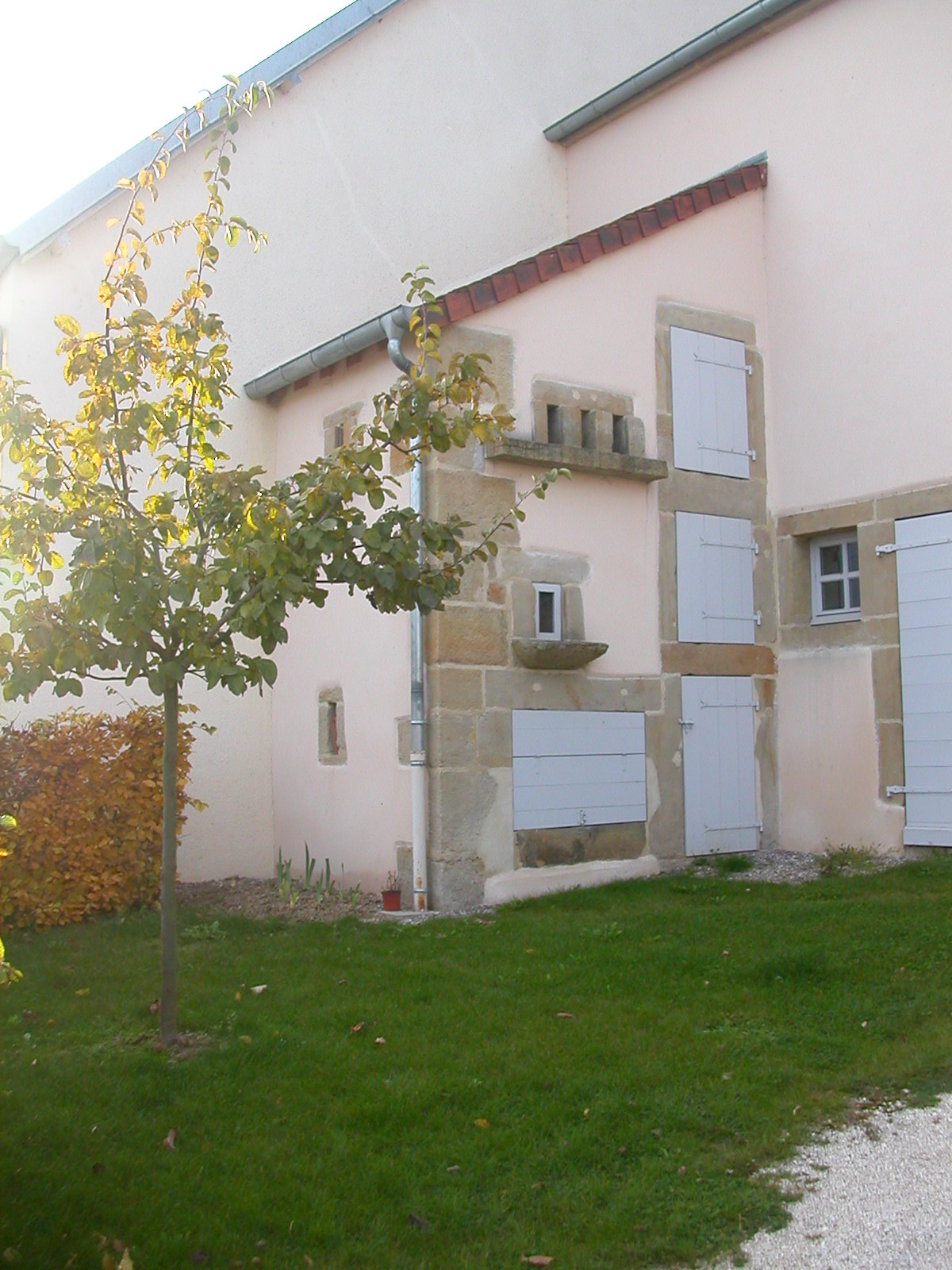
Habitat rural de type 3P : porcs, poules, pigeons rénové et très rare à retrouver dans cet état.

### Lieux et monuments
- Château du XVIe (monument historique inscrit) : deux tours rondes, façade est, tour d'escalier ouest et escalier en vis[19]. Ce château a été construit en 1553 par Jehan de Thon, dont les descendants l'ont gardé jusqu'à la fin du XVIIe siècle. Il est alors passé par héritage à la famille de Champagne (sur Loue), puis à la famille de Montessus qui l'a conservé jusqu'en 1833. De 1849 à 1980, il a appartenu à la famille Paulmard. Patrimoine très bien entretenu, entouré d'un « jardin remarquable » (labellisé en 2010). Le parc botanique a été planté, pour l'essentiel à partir de 1980, de nombreuses essences de grand développement (500 arbres de haut-jet, répartis en (160 espèces, (1 500 arbustes). Le parc est également agrémenté d'un jardin asiatique (2010) et d'une fontaine monumentale de style XVIIe (terminée en 2010).
- Église Saint-Remy d'Ouge, des XIII, XVIII et XIXe siècles (monument historique inscrit). Le chœur, deux travées de la nef et deux chapelles datent du XIIIe siècle ; la nef et la chapelle de l'Immaculée Conception ont été inaugurées le 8 février 1750. Trois des travées de la voûte de pierre ont dû être remplacées en 1841 par une voûte en bois ; mobilier et boiseries XVIIIe, poutre de gloire et table de communion en fer forgé du XVIIIe siècle. Tableau du maître-autel d'Alexandre Chazerand (1757-1795); triptyque de Jules Ziegler (1804-1856) dans la chapelle du Rosaire ; église sous le titre de saint Rémy. Totalement rénovée en 2010 grâce au plan de relance du patrimoine[20],[21].
- Calvaire du XVIIIe (monument historique classé) à l'entrée sud du village[22], avec statue-colonne du XIIe siècle représentant un abbé mitré tenant un livre, localement désigné sous le nom de saint Vinard, surmonté d'un chapiteau corinthien soutenant un crucifix (XVIIIe siècle). À l'entrée sud du village.
- D'autres croix (XVII, XVIII et XIXe siècles) sont disséminées dans le village.
- Source de l'Ougeotte, qui se jette dans la Saône.
- Beau point de vue sur la vallée de l'Amance, côté Laferté-sur-Amance.
- Il ne subsiste que deux des quatre fontaines du village, une dans la grande rue (rue de la Perrière) et l'autre rue de Chantereine servant de bac à fleurs juste à côté du calvaire.
- Au cimetière : tombe en mémoire des victimes d'un train de réfugiés mitraillé sur la ligne Paris-Mulhouse le 15 juin 1940 à hauteur d'un petit passage à niveau dans la plaine entre la gare de Laferté-sur-Amance (52) et la gare de Vitrey-sur-Mance (70). Le monument porte la mention « A la mémoire des victimes civiles du train mitraillé le 15 juin 1940 ».
- Il subsiste, adjacents aux maisons, quelques appentis servant à loger les porcs, poules, et pigeons, dont deux sont assez remarquables (voir illustration).
- Avec un peu d'attention, on y retrouve la trace de la Coopérative laitière et de l'ancien café sur la place.

### Personnalités liées à la commune
- Les Justes parmi les Nations à Ouge (nomination 5 septembre 2005 par l'institut Yad Vashem de Jérusalem[23]) :
  - Janine Joly née Marty, (1924- ) ;
  - Marcel Marty, (1896-1980) ;
  - Olga Marty, (1902-1995) ;
  - Jeanne Louis (née Duhaut), mère d'Olga (1878-1970).
- Bernard Bajolet (1949 -), ambassadeur de France, directeur de la Direction générale de la sécurité extérieure (DGSE) de 2013 à 2017, est propriétaire du Château d’Ouge depuis 1980[24]. Il est également conseiller municipal de la commune.

### Héraldique
| Blason de Ouge | Blason  | De sinople à la bande d'argent chargée de l'inscription « OUGE » de sable, les lettres posées à plomb. |
| Blason de Ouge | Détails | Le statut officiel du blason reste à déterminer.                                                       |